# 平野夢来
平野 夢来（ひらの ゆら、2005年（平成17年）2月3日 - ）は、日本の元ファッションモデル。静岡県出身。Popteenの元専属モデルである。愛称はゆぴぴ。

## 来歴
2018年にPopteenモデルオーディションでグランプリを獲得し専属モデルとなる。
2020年11月15日、Popteen卒業を発表。

## 出演

### バラエティ
- #オルガン坂生徒会（2019年 - 2022年、DHCテレビ）
- そんなコト考えた事なかったクイズ!トリニクって何の肉!?（2020年8月25日 - 2022年、ABCテレビ） - 不定期準レギュラー
- クイズ!!試験に出るニュース（2020年10月31日、TBS）
- 霜降りバラエティ（2021年3月2日・16日、テレビ朝日）

### 広告
- Extexsuruイメージモデル（2020年10月）
- Avail -ルームウェア イメージモデル-（2020年）

### イベント
- シンデレラフェスティバル（2019年4月）
- 超十代
  - デジタル超十代 2019（2019年11月9日、SHIBUYA109前特設ステージ）
  - 超十代2021 PREMIUM（2021年3月30日、豊洲pit）

## 書籍

### デジタル写真集
- ゆぴぴは16歳。（2021年6月7日、集英社）

### 雑誌
- Popteen（2018年10月 - 2020年11月、角川春樹事務所）

## 受賞歴
- Popteen専属モデルオーディション@熱盛祭 グランプリ（2018年8月9日）